# Mephisto fraserbrunneri
 Mephisto fraserbrunneri és una espècie de peix de la família dels triacantòdids i de l'ordre dels tetraodontiformes.

## Hàbitat
És un peix marí i de clima tropical que viu fins als 291 m de fondària.

## Distribució geogràfica
Es troba a la Badia de Bengala.

## Observacions
És inofensiu per als humans.